# De ring van den neveling

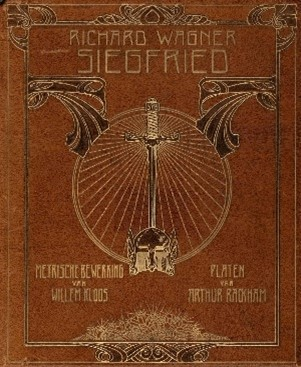
Omslag van de luxe-uitgave van Siegfried

De Ring van den Neveling is de titel waaronder Willem Kloos de libretto's van Richard Wagners vierluik Der Ring des Nibelungen vertaalde en metrisch bewerkte. De vier delen - Het Rijngoud, De Walkure, Siegfried en Godenschemering 
- verschenen in 1911 en 1912 bij de Amsterdamse uitgeverij Van Holkema & Warendorf, verlucht met met de hand ingeplakte kleurplaten van de Engelse illustrator Arthur Rackham. Volgens een advertentie van de uitgeverij verschenen de delen in drie uitgaven: een ongebonden uitgave voor 7 gulden 50, een gebonden uitgave met linnen omslag voor 9 gulden en een gebonden en gelimiteerde genummerde luxe-uitgave met leren omslag voor 12 gulden 50. 
Arthur Rackham, de meest vooraanstaande Engelse illustrator van dat moment, maakte in de periode 1909-1911 in totaal 64 kleurplaten voor Wagners Ring. Ze verschenen in een tweedelige Engelse vertaling (The Ring of the Niblung) door Margaret Armour bij de Londense uitgeverij William Heinemann en bij de New Yorkse uitgeverij Doubleday, Page & Co. Het eerste deel The Rhinegold & The Valkyrie verscheen in 1910, het tweede deel, Siegfried & The Twilight of the Gods, in 1911. Rackham hield zicht strikt aan Wagners tekst, hij vergiste zich slechts één keer. De scene in Godenschemering waarin Brünnhilde en Hagen samenzweren om Siegfried om te brengen, wordt binnen afgebeeld terwijl deze in de opera zich buiten afspeelt. Hij vond zijn illustraties alleen geschikt voor volwassenen. "The illustrations are not well suited for those lucky people who haven’t yet finished the delightful adventure of growing up," schreef hij aan een jonge bewonderaar. In 1912 werden de originele ontwerpen tentoongesteld in Parijs bij de Societé Nationale des Beaux Arts.

## Receptie
In de editie van 15 december 1910  van het muziekblad Caecilia was de recensent vol lof over Het Rijngoud. "Een waar kunstwerk (…), zowel van inhoud, als van uiterlijk." De illustraties van Rackham vond hij prachtige fantasieën, met name die van Freia bij de boom met gouden appelen. "Hierbij wordt men getroffen," schreef hij, "door een geheel andere opvatting dan die der duitsche illustrators, die zich vooral op het forsche en grootsche toeleggen." Ook over de metrische vertaling van Kloos was hij zeer te spreken. "De taak een schoone metrische vertaling van Wagner's "Ring" te geven, is een buitengewoon zware. Niet alleen om de poezie in strafrijmen in onze taal over te brengen, maar ook om de bijzondere wijze van uitdrukking in de verzen van Richard Wagner. Reeds in dit eerste deel treft een groote macht en rijkdom van uitdrukking in de vertaling. Bij sommige fragmenten voelt men wel hoe de groote dichter heeft moeten worstelen, om uitdrukkingen van gelijke beteekenis in stafrijm te verkrijgen." Hij vond de vertaling goed genoeg om in een opvoering gebruik van te maken.
In december 1910 plaatste De Amsterdammer (vanaf 1925 De Groene Amsterdammer) twee recensies van Het Rijngoud. De eerste, in de editie van 4 december, bekritiseerde de illustraties en hoe het boek uitgegeven was. De recensent (Van den Eeckholt) vond dat er disharmonie was tussen de illustraties van Rackham, de teksten van Wagner en Kloos en de rode randlijnen op de pagina’s. Dat vond hij maar modern en Rackham en Wagner niet waardig. De illustraties straalden "de Engelsche geest" uit, een geest waar Hollanders "toch buiten en soms tegenover staan". Rackham vond hij een uitstekende tekenaar maar ook zoet en droog, en die "van nimfen visschen en van dwergen worteltakken" maakte. "Hij teekent Freia bij den boom met jeugdgevende appels, zelve met haar teere lichaam als ware zij de bloeiende stam van dien boom des levens."

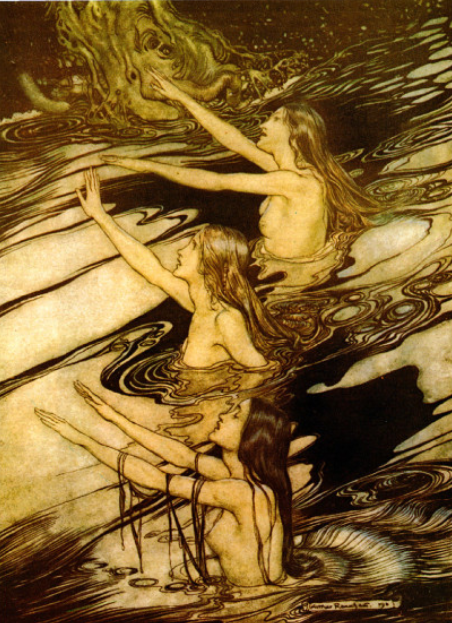
De Rijndochters, illustraties alleen geschikt voor volwassen...
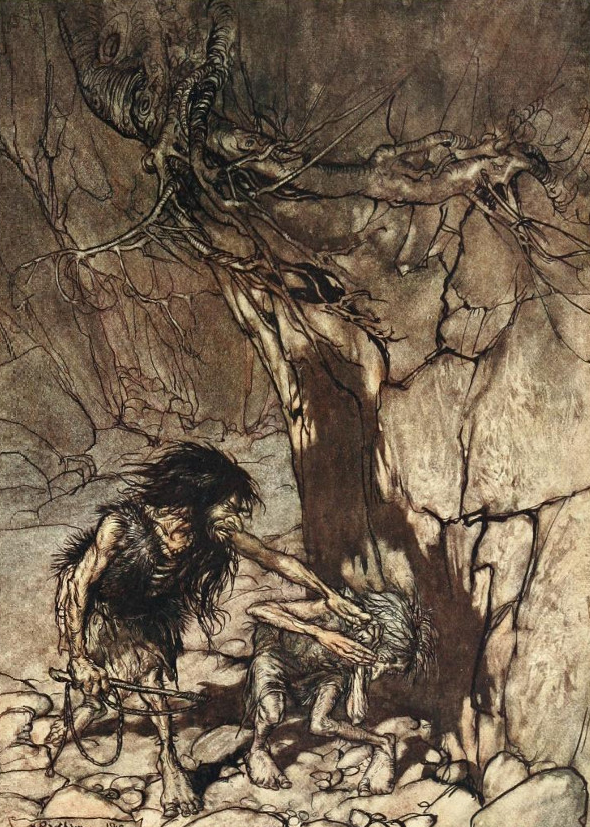
De dwerg Alberich
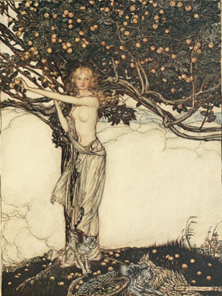
Freia bij de boom met de gouden appels van de eeuwige jeugd, illustratie bewonderd door de ene recensent, afgewezen door de andere

De tweede recensie verscheen in de editie van 18 december, en was van de hand van de componist en muziekpublicist Matthijs Vermeulen. Hij recenseerde het boek van het standpunt van de musicus. Hij had Kloos' tekst woord voor woord vergeleken met Wagners muziek en de declamatie van elke lettergreep getoetst. Over het algemeen paste alles goed, zowel bij de melodie als bij het recitatief, luidde zijn oordeel. Wel wees hij een aantal regels aan die in verband met de muziek niet gelukkig of zelfs onbruikbaar waren. Voorbeeld van twee onbruikbare regels:
|               | Wagner             | Kloos                  |
| ------------- | ------------------ | ---------------------- |
| Wellgunde:    | zu mir wende dich, | Zeg, keer je naar mij, |
| (Rijndochter) | Woglinde meide!    | Vermijd Woglinde       |
Desalniettemin vond hij Kloos' Rijngoud beduidend woordrijker dan die van Wagner en de Franse en Engelse vertalingen. En hoewel Kloos een "wonderlijk-sterke intuïtie voor muziek" bezat, kreeg de raad bij de rest van zijn arbeid een klavieruitreksel open te slaan of een musicus te raadplegen.
Kloos reageerde op deze recensie met een ingezonden brief, door Vermeulen geciteerd in een bijdrage in De Amsterdammer van 11 januari 1911:
"Met belangstelling volgde ik de minutieuze kritiek van den heer M. Vermeulen in De Amsterdammer van Zaterdag J.l. (18 December.) Regel voor regel heb ik vergeleken, en al meer en meer bleek mij, dat (zooals het door den M.V. wordt opgevat) de wetten, die men in acht te nemen heeft voor het Hollandsche vers als vers, niet toe te passen zijn op het vers als muziek-tekst. Verkortingen, afkappingen het overvloeien van een stomme s in de volgende lettergreep wanneer die met een klinker begint, – dat alles schijnt in de muziek-tekst onmogelijk te zijn en dus ongeoorloofd. Het Hollandsche vers eischt, (dit is zelfs een der kenmerken daarvan) dat er geen hiaten in worden gebruikt, in den muziek-tekst schijnen ze daarentegen juist noodzakelijk te zijn! Natuurlijk kan ik mij als dichter niet anders houden dan aan ’t eerste voorschrift, – waar deze Ring van den Neveling uitsluitend tot leesdrama is bestemd, wil het mij voorkomen, dat ik de goede keus heb gedaan. Maar even natuurlijk ben ik bereid, om, als mijn vertaling ook als tekstboek zal worden uitgegeven, vooraf met een musicus, die tegelijk een eminent Wagner-kenner is, te conferseren, en in overleg met hem de noodige veranderingen aan te brengen. Zelfs ben ik bereid om aan het einde van het vierde deel mijner vertaling, hetgeen ik hierboven zeide, ook aan het publiek mede te delen."
Vermeulen vond dat Kloos hem verkeerd had begrepen. Verkortingen, afkappingen, het overvloeien van een stomme s in de volgende lettergreep waren niet ongeoorloofd in muziekteksten, maar pasten niet bij de metriek van Wagners muziek. Hetzelfde gold voor hiaten. "Leest men Het Rijngoud dan zijn ze er niet, zingt met het, dan zijn ze er wel om muzikaal-metrische en rythmische redenen. Doch gezongen stremt het hiaat de deining van de het vers evenzeer." 